# Polski Związek Judo
Polski Związek Judo (PZJudo) - organizacja zrzeszająca zawodników, trenerów i działaczy polskiego judo powstała w 1957 roku założona przez kluby AZS-AWF Warszawa, WKS Legia Warszawa i AZS Kraków z siedzibą w Warszawie. W latach 1955–56 działała podsekcja judo powołana przy sekcji podnoszenia ciężarów GKKF.
Prezesem związku jest Krzysztof Wiłkomirski. 
Polski Związek Judo od 1960 roku jest członkiem Międzynarodowej Federacji Judo (IJF) i Europejskiej Unii Judo (EJU).
PZJudo był trzykrotnie organizatorem mistrzostw Europy seniorów - w 1994 roku w Gdańsku, 2000 we Wrocławiu oraz w roku 2017 w Warszawie